# Державна служба України з безпеки на транспорті
Державна служба України з безпеки на транспорті (Укртрансбезпека) — центральний орган виконавчої влади України, утворений 10 вересня 2014 р. Постановою Кабінету Міністрів № 442 шляхом злиття Державної інспекції з безпеки на морському та річковому транспорті, Державної інспекції з безпеки на наземному транспорті. Цій же Службі було підпорядковано Державну спеціальну службу транспорту.
Укртрансбезпека реалізує державну політику у сфері безпеки на автомобільному транспорті загального користування, міському електричному та залізничному. Діяльність цього органу спрямовується і координується Кабінетом Міністрів через Міністра інфраструктури.

## Історія
Державна автотранспортна служба України — колишній центральний орган виконавчої влади України, утворений 9 грудня 2010 року шляхом реорганізації Міністерства транспорту та зв'язку України.
З 7 квітня 2011 служба була реорганізована у Державну інспекцію України з безпеки на наземному транспорті, діяльність якої координувалася Кабінетом Міністрів України через Міністра інфраструктури України.
Укртрансінспекція України входила до системи органів виконавчої влади і забезпечувала реалізацію державної політики з питань безпеки на автомобільному транспорті загального користування, на перевезення яким видано ліцензію, міському електричному, залізничному транспорті, експлуатації автомобільних доріг загального користування.
З 12 березня 2014 головою інспекції був Черненко Валерій Михайлович.
10 вересня 2014 р. було прийнято Постанову Кабміну № 442, якою скасовано Державну інспекцію України з безпеки на наземному транспорті. її правонаступник — Державна служба України з безпеки на транспорті.

## Статус
Положення про Державну службу України з безпеки на транспорті було затверджене 11 лютого 2015  року.
Укртрансбезпека здійснює свої повноваження безпосередньо, через утворені в установленому порядку територіальні органи та Держспецтрансслужбу.
Укртрансбезпеку очолює Голова, якого призначає на посаду та звільняє з посади Кабінет Міністрів України за поданням Прем'єр-міністра України, внесеним на підставі пропозицій Міністра інфраструктури.
Пріоритетним завданням Служби в умовах війни називають інженерно-воєнно-саперне прикриття та захист громадян на транспортних вузлах.
Основні компетенції: 
- Видача дозволів на міжнародні автомобільні перевезення
- Безпека на транспорті
- Міжнародне співробітництво
- Забезпечення транспортних засобів пристроями контролю робочого часу (тахографів)
- Державний контроль суб'єктів господарювання (контроль ліцензійних умов)
- Внутрішні пасажирські перевезення (влаштування конкурсів з перевезення пасажирів).

## Діяльність
Повноцінно Служба запрацювала у квітні 2016 року.
Символіка Укртрансбезпеки була затверджена Указом Президента 2 липня 2016 року.
14 червня 2016 року при Укртрансбезпеці запрацювала громадська рада.
2016 рік у діяльності Служби був присвячений, перш за все, відновленню габаритно-вагового контролю.

## Список керівників ДСБТ
| № з/п | ПІБ керівника                  | Дата призначення  | Дата звільнення   |
| ----- | ------------------------------ | ----------------- | ----------------- |
| 1     | Горбаха Микола Миколайович     | 14 травня 2015    | 27 січня 2016     |
| 2     | Ноняк Михайло Васильович       | 20 квітня 2016    | 25 вересня 2019   |
| 3     | Погорілий Олександр Вікторович | 20 листопада 2019 | 1 липня 2020      |
| 4     | Прокопчук Єгор Олександрович   | 25 вересня 2020   | 15 вересня 2021   |
| 5     | Зборовський Євген Сергійович   | 3 листопада 2021  | 15 листопада 2024 |
| 6     | Лагунін Микита Сергійович      | 16 листопада 2024 |                   |